# Église Saint-Louis-des-Français d'Istanbul
Pour les articles homonymes, voir Église Saint-Louis-des-Français.
L'église Saint-Louis-des-Français est une église catholique située sur le territoire du palais de France, dans le quartier de Péra, au centre d'Istanbul.

## Historique
La France fut la première nation chrétienne à établir des relations diplomatiques avec l’Empire ottoman de façon permanente dès 1534. En 1581, le Chevalier de Gréminy quitte Galata pour son nouveau palais des vignes de Péra et installe des Frères mineurs capucins (franciscains) pour s’occuper de la chapelle voisine.
En 1788 on rebâtit la chapelle en pierre, mais elle fut très endommagée en 1831 lors du grand incendie de Péra. De 1917 à 1918, l’église fut transformée en mosquée pour les enfants de l’orphelinat turc qui avaient investi les locaux des Capucins pendant la rupture des relations diplomatiques avec la France.
La communauté de Saint-Louis est la plus grande communauté catholique de la ville.